# Temporada 1973 del Campeonato Mundial de Resistencia

## Carreras
| 24 Horas de Daytona 04/02/1973 Daytona International Speedway    | 24 Horas de Daytona 04/02/1973 Daytona International Speedway | 24 Horas de Daytona 04/02/1973 Daytona International Speedway | 24 Horas de Daytona 04/02/1973 Daytona International Speedway | 24 Horas de Daytona 04/02/1973 Daytona International Speedway | 24 Horas de Daytona 04/02/1973 Daytona International Speedway |
| Pos                                                              | N°                                                            | Piloto                                                        | Auto                                                          | Equipo                                                        | Clase                                                         |
| ---------------------------------------------------------------- | ------------------------------------------------------------- | ------------------------------------------------------------- | ------------------------------------------------------------- | ------------------------------------------------------------- | ------------------------------------------------------------- |
| 1°                                                               | 59                                                            | Gregg / Haywood                                               | Porsche Carrera RSR                                           | Brumos Porsche                                                | S3.0                                                          |
| 2°                                                               | 22                                                            | Migault / Minter                                              | Ferrari 365 GTB/4                                             | North American Racing Team                                    | GT+2.0                                                        |
| 3°                                                               | 5                                                             | Heinz / McClure / English                                     | Chevrolet Corvette                                            | Dave Heinz                                                    | GT+2.0                                                        |
| 4°                                                               | 77                                                            | Stone / Jennings / Downs                                      | Porsche 911 S                                                 | Silverstone Racing                                            | GT+2.0                                                        |
| 5°                                                               | 21                                                            | Chinetti, Jr. / Grossman / Shaw, Jr.                          | Ferrari 365 GTB/4                                             | North American Racing Team                                    | GT+2.0                                                        |
| 6°                                                               | 54                                                            | Fitzpatrick / Kremer / Keller                                 | Porsche 911 S                                                 | Porsche Kremer Racing                                         | GT+2.0                                                        |
| 7°                                                               | 9                                                             | Kessler / Panch / Pickett                                     | Chevrolet Camaro Z28                                          | Ray Kessler Inc.                                              | T5.0                                                          |
| 8°                                                               | 15                                                            | Keyser / Adamowicz / Beasley                                  | Porsche 911 S                                                 | Toad Hall Motor Racing                                        | GT+2.0                                                        |
| 9°                                                               | 56                                                            | Greger / Hild / Schmid                                        | Porsche 911 S                                                 | Joest Racing                                                  | GT+2.0                                                        |
| 10°                                                              | 62                                                            | Bergstrom / Cook                                              | Porsche 911 S                                                 | Bob Bergstrom                                                 | GT2.0                                                         |
| 11°                                                              | 43                                                            | Helmick / O'Steen / Behr                                      | Porsche 911 S                                                 | Dave Helmick                                                  | GT+2.0                                                        |
| 12°                                                              | 19                                                            | Bartling / Bytzek / Kuehne                                    | Porsche 908/02 Flunder                                        | Harry Bytzek                                                  | S3.0                                                          |
| 13°                                                              | 30                                                            | Levetto / Levetto / Dube                                      | Chevrolet Camaro Z28                                          | Guido C. Levetto                                              | T5.0                                                          |
| 14°                                                              | 51                                                            | Selbert / Schoenfeld / Klempel                                | Porsche 911 S                                                 | Airport Motorsport                                            | GT+2.0                                                        |
| 15°                                                              | 80                                                            | Elliott / McDill                                              | Chevrolet Camaro Z28                                          | Byron Cook Racing                                             | T5.0                                                          |
| 16°                                                              | 75                                                            | Bock / Shafer / Harrington                                    | Chevrolet Camaro Z28                                          | Don Winter                                                    | T5.0                                                          |
| 17°                                                              | 33                                                            | McComb / Dooley                                               | Ford Mustang                                                  | John McComb                                                   | T5.0                                                          |
| 18°                                                              | 84                                                            | Petery / Ziereis                                              | BMW 2002                                                      | Andy Petery                                                   | T2.0                                                          |
| 19°                                                              | 38                                                            | Muniz / Quintanilla                                           | Porsche 914/6                                                 | Quintanilla/Muniz                                             | GT2.0                                                         |
| 20°                                                              | 49                                                            | Yenko / Johnson                                               | Chevrolet Corvette                                            | John Greenwood                                                | GT+2.0                                                        |
| 21°                                                              | 6                                                             | Donohue / Follmer                                             | Porsche Carrera RSR                                           | Penske Racing                                                 | S3.0                                                          |
| 22°                                                              | 20                                                            | Merzario / Jarier                                             | Ferrari 365 GTB/4                                             | North American Racing Team                                    | GT+2.0                                                        |
| 23°                                                              | 31                                                            | Locke / Bailey                                                | Porsche 911                                                   | Locke Development Corporation                                 | GT+2.0                                                        |
| 24°                                                              | 2                                                             | Hailwood / Watson                                             | Mirage M6 Ford                                                | Gulf Racing                                                   | S3.0                                                          |
| 25°                                                              | 10                                                            | Barber / Kemp                                                 | Chevron B19 Ford                                              | Shierson Racing                                               | S2.0                                                          |
| 26°                                                              | 23                                                            | Ballot-Léna / Andruet                                         | Ferrari 365 GTB/4                                             | North American Racing Team                                    | GT+2.0                                                        |
| 27°                                                              | 12                                                            | Wisell / Lafosse / de Fierlant                                | Lola T282 Ford                                                | Scuderia Filipinetti                                          | S3.0                                                          |
| 28°                                                              | 3                                                             | Cevert / Beltoise / Pescarolo                                 | Matra-Simca MS670                                             | Equipe Matra-Simca                                            | S3.0                                                          |
| 29°                                                              | 57                                                            | Jöst / Casoni / Blancpain                                     | Porsche 908/03                                                | Reinhold Jöst                                                 | S3.0                                                          |
| 30°                                                              | 52                                                            | Kleinpeter / Gammon / Shelton                                 | Chevron B21 Ford                                              | Promotion Advertising                                         | S2.0                                                          |
| 31°                                                              | 7                                                             | Young / Johnson / Fitzgerald                                  | Chevrolet Camaro Z28                                          | Eddie Johnson                                                 | T5.0                                                          |
| 32°                                                              | 93                                                            | Fisher / Gloy                                                 | Chevron B16 Ford                                              | Professional Racing                                           | S2.0                                                          |
| 33°                                                              | 89                                                            | Tillson / Holbert / Oest                                      | Porsche 911 S                                                 | Holbert Porsche                                               | GT+2.0                                                        |
| 34°                                                              | 96                                                            | Rodríguez / Almeida                                           | Chevrolet Camaro Z28                                          | U.S. Davis Racing                                             | T5.0                                                          |
| 35°                                                              | 64                                                            | Baechle / Pierce / Davidson                                   | Chevrolet Corvette                                            | Weaver Chevrolet                                              | GT+2.0                                                        |
| 36°                                                              | 1                                                             | Bell / Ganley                                                 | Mirage M6 Ford                                                | Gulf Racing                                                   | S3.0                                                          |
| 37°                                                              | 16                                                            | Kirill / Norburn / Bean                                       | Porsche 911 S                                                 | Toad Hall Motor Racing                                        | GT2.0                                                         |
| 38°                                                              | 88                                                            | Abate / Cuddy                                                 | Porsche 910                                                   | Edwin G. Abate                                                | S2.0                                                          |
| 39°                                                              | 58                                                            | Carduner / Bienvenue                                          | Porsche 911 S                                                 | Brumos Porsche                                                | GT+2.0                                                        |
| 40°                                                              | 94                                                            | Ross / Mitchell / Houser                                      | Chevrolet Camaro Z28                                          | Bolus & Snopes                                                | T5.0                                                          |
| 41°                                                              | 11                                                            | DeLorenzo / Carter                                            | Chevrolet Corvette                                            | Troy Promotions Inc.                                          | GT+2.0                                                        |
| 42°                                                              | 99                                                            | Álvarez / Febles                                              | Porsche 911 S                                                 | Diego Febles                                                  | GT+2.0                                                        |
| 43°                                                              | 34                                                            | Thompson / Knupp / Murray                                     | Chevrolet Corvette                                            | Murray Racing                                                 | GT+2.0                                                        |
| 44°                                                              | 8                                                             | Nehl / Durst                                                  | Chevrolet Camaro Z28                                          | Automotive Engineering Enterprises                            | T5.0                                                          |
| 45°                                                              | 29                                                            | Noseda / Mummery                                              | Chevrolet Camaro                                              | Jef Stevens                                                   | GT+2.0                                                        |
| 46°                                                              | 14                                                            | Canada / Christiansen / Tremblay                              | Chevrolet Camaro Z28                                          | C. C. Canada                                                  | T5.0                                                          |
| 47°                                                              | 17                                                            | Gimondo / Dingman                                             | Chevrolet Camaro Z28                                          | Takondo Racing                                                | T5.0                                                          |
| 48°                                                              | 55                                                            | Lund / Behr / Capps                                           | Pontiac Firebird                                              | Tiny Lund                                                     | T5.0                                                          |
| 49°                                                              | 41                                                            | Gage / Grob / Ouellette                                       | Lotus 23 BMW                                                  | Parametrics Systems                                           | S2.0                                                          |
| 50°                                                              | 25                                                            | Everett / Buffum / Pickett                                    | Ford Escort                                                   | John Buffum                                                   | T2.0                                                          |
| 51°                                                              | 48                                                            | Greenwood / Grable                                            | Chevrolet Corvette                                            | John Greenwood                                                | GT+2.0                                                        |
| 52°                                                              | 47                                                            | Chitwood / Chitwood / Nagel                                   | Chevrolet Camaro Z28                                          | Chitwood Racing                                               | T5.0                                                          |
| 53°                                                              | 24                                                            | van Beuren, Jr. / Rojas / Rebaque                             | Ford Escort                                                   | John Buffum                                                   | T2.0                                                          |
| 6 Horas de Vallelunga 25/03/1973 Circuito de Vallelunga          |                                                               |                                                               |                                                               |                                                               |                                                               |
| Pos                                                              | N°                                                            | Piloto                                                        | Auto                                                          | Equipo                                                        | Clase                                                         |
| 1°                                                               | 5                                                             | Pescarolo / Larrousse / Cevert                                | Matra-Simca MS670B                                            | Equipe Matra-Simca                                            | S3.0                                                          |
| 2°                                                               | 3                                                             | Schenken / Reutemann                                          | Ferrari 312 PB                                                | Spa Ferrari SEFAC                                             | S3.0                                                          |
| 3°                                                               | 1                                                             | Ickx / Redman                                                 | Ferrari 312 PB                                                | Spa Ferrari SEFAC                                             | S3.0                                                          |
| 4°                                                               | 2                                                             | Merzario / Pace                                               | Ferrari 312 PB                                                | Spa Ferrari SEFAC                                             | S3.0                                                          |
| 5°                                                               | 12                                                            | Jöst / Casoni                                                 | Porsche 908/03                                                | Reinhold Jöst                                                 | S3.0                                                          |
| 6°                                                               | 25                                                            | Wisell / Lafosse                                              | Lola T282 Ford                                                | Scuderia Filipinetti                                          | S3.0                                                          |
| 7°                                                               | 9                                                             | Follmer / Kauhsen                                             | Porsche Carrera RSR                                           | Martini Racing Team                                           | GT                                                            |
| 8°                                                               | 8                                                             | van Lennep / Müller                                           | Porsche Carrera RSR                                           | Martini Racing Team                                           | GT                                                            |
| 9°                                                               | 31                                                            | Haldi / Fernández                                             | Porsche 908/03                                                | Porsche Club Romand                                           | S3.0                                                          |
| 10°                                                              | 45                                                            | Morelli / Nesti                                               | Chevron B21 Ford                                              | Scuderia S. Michele                                           | S2.0                                                          |
| 11°                                                              | 28                                                            | Tondelli / Buonapace                                          | Chevron B21 Ford                                              | Eris Tondelli                                                 | S2.0                                                          |
| 12°                                                              | 14                                                            | Twaites / McInerney                                           | Chevron B21/23 Ford                                           | Intertech Steering Wheels                                     | S2.0                                                          |
| 13°                                                              | 7                                                             | Hailwood / Schuppan                                           | Mirage M6 Ford                                                | Gulf Racing                                                   | S3.0                                                          |
| 14°                                                              | 18                                                            | Howlings / Hine / Kaye                                        | Chevron B19/21 Ford                                           | Ember Racing                                                  | S2.0                                                          |
| 15°                                                              | 4                                                             | Cevert / Beltoise                                             | Matra-Simca MS670B                                            | Equipe Matra-Simca                                            | S3.0                                                          |
| 16°                                                              | 32                                                            | Chenevière / Zbinden                                          | Porsche Carrera RSR                                           | Porsche Club Romand                                           | GT                                                            |
| 17°                                                              | 26                                                            | Facetti / "PAM"                                               | Alfa Romeo T33/TT/3                                           | Scuderia Brescia Corse                                        | S3.0                                                          |
| 18°                                                              | 6                                                             | Bell / Ganley                                                 | Mirage M6 Ford                                                | Gulf Racing                                                   | S3.0                                                          |
| 19°                                                              | 21                                                            | "Pooky" / Gagliardi                                           | Lola T290 Ford                                                | Scuderia Brescia Corse                                        | S2.0                                                          |
| 20°                                                              | 44                                                            | "Amphicar" / Capuano                                          | Chevron B23 Ford                                              | Scuderia Pegaso                                               | S2.0                                                          |
| 21°                                                              | 23                                                            | Turizio / Nappi                                               | Chevron B21 Ford                                              | Scuderia Vesuvio                                              | S2.0                                                          |
| 22°                                                              | 11                                                            | Cerulli-Irelli / Zuccoli                                      | AMS 273 Ford                                                  | AMS Corse                                                     | S2.0                                                          |
| 1000 Kilómetros de Dijon 15/04/1973 Dijon-Prenois                |                                                               |                                                               |                                                               |                                                               |                                                               |
| Pos                                                              | N°                                                            | Piloto                                                        | Auto                                                          | Equipo                                                        | Clase                                                         |
| 1°                                                               | 2                                                             | Pescarolo / Larrousse                                         | Matra-Simca MS670B                                            | Equipe Matra-Simca                                            | S3.0                                                          |
| 2°                                                               | 3                                                             | Ickx / Redman                                                 | Ferrari 312 PB                                                | Spa Ferrari SEFAC                                             | S3.0                                                          |
| 3°                                                               | 1                                                             | Cevert / Beltoise                                             | Matra-Simca MS670B                                            | Equipe Matra-Simca                                            | S3.0                                                          |
| 4°                                                               | 4                                                             | Pace / Merzario                                               | Ferrari 312 PB                                                | Spa Ferrari SEFAC                                             | S3.0                                                          |
| 5°                                                               | 5                                                             | Hailwood / Schuppan                                           | Mirage M6 Ford                                                | Gulf Racing                                                   | S3.0                                                          |
| 6°                                                               | 10                                                            | Wisell / Lafosse                                              | Lola T282 Ford                                                | Scuderia Filipinetti                                          | S3.0                                                          |
| 7°                                                               | 11                                                            | Pianta / Pica                                                 | Lola T280 Ford                                                | Jolly Club                                                    | S3.0                                                          |
| 8°                                                               | 8                                                             | Haldi / Fernández                                             | Porsche 908/03                                                | Porsche Club Romand                                           | S3.0                                                          |
| 9°                                                               | 26                                                            | Müller / van Lennep                                           | Porsche Carrera RSR                                           | Martini Racing Team                                           | GT                                                            |
| 10°                                                              | 27                                                            | Fitzpatrick / Keller                                          | Porsche Carrera RSR                                           | Porsche Kremer Racing                                         | GT                                                            |
| 11°                                                              | 28                                                            | Chenevière / Zbinden                                          | Porsche Carrera RSR                                           | Porsche Club Romand                                           | GT                                                            |
| 12°                                                              | 15                                                            | Cohen-Olivar / Wicky                                          | Porsche 908/02                                                | Wicky Racing Team                                             | S3.0                                                          |
| 13°                                                              | 19                                                            | Edwards / Busby                                               | Lola T292 Ford                                                | Barclays International Team Lola                              | S2.0                                                          |
| 14°                                                              | 6                                                             | Bell / Ganley                                                 | Mirage M6 Ford                                                | Gulf Racing                                                   | S3.0                                                          |
| 15°                                                              | 7                                                             | Jöst / Casoni                                                 | Porsche 908/03                                                | Reinhold Jöst                                                 | S3.0                                                          |
| 16°                                                              | 14                                                            | Jarier / Paoli                                                | Ligier JS2 Maserati                                           | Automobiles Ligier                                            | S3.0                                                          |
| 17°                                                              | 9                                                             | Migault / Rouveyran                                           | Lola T280 Ford                                                | Rouveyran Racing                                              | S3.0                                                          |
| 18°                                                              | 20                                                            | de Bagration / Juncadella                                     | Chevron B23 Ford                                              | Racing Enterprises                                            | S2.0                                                          |
| 19°                                                              | 30                                                            | Vinatier / Chasseuil                                          | De Tomaso Pantera                                             | Franco-Brittanic                                              | GT                                                            |
| 1000 Kilómetros de Monza 25/04/1973 Autodromo Nazionale di Monza |                                                               |                                                               |                                                               |                                                               |                                                               |
| Pos                                                              | N°                                                            | Piloto                                                        | Auto                                                          | Equipo                                                        | Clase                                                         |
| 1°                                                               | 1                                                             | Ickx / Redman                                                 | Ferrari 312 PB long                                           | Spa Ferrari SEFAC                                             | S3.0                                                          |
| 2°                                                               | 3                                                             | Reutemann / Schenken                                          | Ferrari 312 PB long                                           | Spa Ferrari SEFAC                                             | S3.0                                                          |
| 3°                                                               | 6                                                             | Pescarolo / Larrousse                                         | Matra-Simca MS670B                                            | Equipe Matra-Simca                                            | S3.0                                                          |
| 4°                                                               | 24                                                            | "Pooky" / Gagliardi                                           | Lola T290 Ford                                                | Scuderia Brescia Corse                                        | S2.0                                                          |
| 5°                                                               | 16                                                            | "PAM" / Facetti                                               | Alfa Romeo T33/TT/3                                           | Scuderia Brescia Corse                                        | S3.0                                                          |
| 6°                                                               | 25                                                            | Schön / "Pal Joe"                                             | Lola T290 Abarth                                              | Citta dei Mille                                               | S2.0                                                          |
| 7°                                                               | 33                                                            | Moreschi / "McBoden"                                          | Chevron B21 Ford                                              | Luigi Moreschi                                                | S2.0                                                          |
| 8°                                                               | 84                                                            | Schickentanz / Kremer                                         | Porsche Carrera RSR                                           | Porsche Kremer Racing                                         | GT3.0                                                         |
| 9°                                                               | 88                                                            | Chenevière / Zbinden                                          | Porsche Carrera RSR                                           | Porsche Club Romand                                           | GT3.0                                                         |
| 10°                                                              | 51                                                            | Turizio / Marzi                                               | Chevron B21 Ford                                              | Mario Nadari                                                  | S1.6                                                          |
| 11°                                                              | 7                                                             | Beltoise / Cevert                                             | Matra-Simca MS670B                                            | Equipe Matra-Simca                                            | S3.0                                                          |
| 12°                                                              | 85                                                            | Fitzpatrick / Keller                                          | Porsche Carrera RSR                                           | Porsche Kremer Racing                                         | GT3.0                                                         |
| 13°                                                              | 21                                                            | Gaspar / Pinhol                                               | Lola T292 Ford                                                | Ecurie Bonnier Team BIP                                       | S2.0                                                          |
| 14°                                                              | 53                                                            | Morelli / Nesti                                               | Chevron B21 Ford                                              | Scuderia S. Michele                                           | S1.6                                                          |
| 15°                                                              | 61                                                            | Manfredini / Moretti                                          | De Tomaso Pantera                                             | Momo Racing                                                   | GT+3.0                                                        |
| 16°                                                              | 92                                                            | Bonomelli / Zeccoli                                           | Porsche Carrera RSR                                           | Ennio Bonomelli                                               | GT3.0                                                         |
| 17°                                                              | 64                                                            | Gottifredi / Galimberti / "Gero"                              | De Tomaso Pantera                                             | Gabriele Gottifredi                                           | GT+3.0                                                        |
| 18°                                                              | 23                                                            | Fallo / Dolhem                                                | Lola T292 Ford                                                | Ecurie Bonnier Team BIP                                       | S2.0                                                          |
| 19°                                                              | 35                                                            | Formento / Pozzo                                              | Chevron B21 Ford                                              | Scuderia Brescia Corse                                        | S2.0                                                          |
| 20°                                                              | 37                                                            | Ettmüller / Frey                                              | Chevron B19/23 Ford                                           | Squadra Tartaruga                                             | S2.0                                                          |
| 21°                                                              | 14                                                            | Haldi / Fernández                                             | Porsche 908/03                                                | Porsche Club Romand                                           | S3.0                                                          |
| 22°                                                              | 54                                                            | Buonapace / Tondelli                                          | Chevron B21 Ford                                              | Eris Tondelli                                                 | S1.6                                                          |
| 23°                                                              | 4                                                             | Bell / Ganley                                                 | Mirage M6 Ford                                                | Gulf Racing                                                   | S3.0                                                          |
| 24°                                                              | 36                                                            | Harrower / Bell                                               | Chevron B21 Ford                                              | Ian Harrower                                                  | S2.0                                                          |
| 25°                                                              | 32                                                            | "Tango" / Rassega                                             | Chevron B21 Ford                                              | "Tango"                                                       | S2.0                                                          |
| 26°                                                              | 81                                                            | van Lennep / Müller                                           | Porsche Carrera RSR                                           | Martini Racing Team                                           | S3.0                                                          |
| 27°                                                              | 5                                                             | Hailwood / Schuppan / Bell                                    | Mirage M6 Ford                                                | Gulf Racing                                                   | S3.0                                                          |
| 28°                                                              | 10                                                            | Pica / Pianta                                                 | Lola T280/2 Ford                                              | Jolly Club                                                    | S3.0                                                          |
| 29°                                                              | 15                                                            | Wicky / Cohen-Olivar                                          | Porsche 908/02                                                | Wicky Racing Team                                             | S3.0                                                          |
| 30°                                                              | 22                                                            | Santos / Cabral                                               | Lola T292 Ford                                                | Ecurie Bonnier Team BIP                                       | S2.0                                                          |
| 31°                                                              | 82                                                            | Follmer / Schurti                                             | Porsche Carrera RSR                                           | Martini Racing Team                                           | S3.0                                                          |
| 32°                                                              | 31                                                            | Serblin / de Adamich                                          | March 73S BMW                                                 | Ceramiche Pagnossin                                           | S2.0                                                          |
| 33°                                                              | 52                                                            | Lise / Grano                                                  | Chevron B21 Ford                                              | Giovanni Lise                                                 | S1.6                                                          |
| 34°                                                              | 2                                                             | Merzario / Pace                                               | Ferrari 312 PB long                                           | Spa Ferrari SEFAC                                             | S3.0                                                          |
| 35°                                                              | 66                                                            | Martino / "Alval" / Locatelli                                 | De Tomaso Pantera                                             | Citta dei Mille                                               | GT+3.0                                                        |
| 36°                                                              | 12                                                            | Jöst / Casoni                                                 | Porsche 908/03                                                | Reinhold Jöst                                                 | S3.0                                                          |
| 1000 Kilómetros de Spa 06/05/1973 Spa-Francorchamps              |                                                               |                                                               |                                                               |                                                               |                                                               |
| Pos                                                              | N°                                                            | Piloto                                                        | Auto                                                          | Equipo                                                        | Clase                                                         |
| 1°                                                               | 5                                                             | Bell / Hailwood                                               | Mirage M6 Ford                                                | Gulf Research                                                 | S3.0                                                          |
| 2°                                                               | 6                                                             | Hailwood / Ganley / Schuppan                                  | Mirage M6 Ford                                                | Gulf Research                                                 | S3.0                                                          |
| 3°                                                               | 4                                                             | Pescarolo / Larrousse / Amon                                  | Matra-Simca MS670B                                            | Matra                                                         | S3.0                                                          |
| 4°                                                               | 2                                                             | Pace / Merzario                                               | Ferrari 312 PB                                                | S.E.F.A.C.                                                    | S3.0                                                          |
| 5°                                                               | 41                                                            | van Lennep / Müller                                           | Porsche Carrera RSR                                           | Porsche Stuttgart                                             | S3.0                                                          |
| 6°                                                               | 66                                                            | Santos / Mendoza                                              | Lola T292 Ford                                                | Ecurie Bonnier Team BIP                                       | S2.0                                                          |
| 7°                                                               | 60                                                            | Stuck / Lauda                                                 | BMW 3.0 CSL                                                   | B.M.W. Alpina                                                 | T                                                             |
| 8°                                                               | 64                                                            | Muir / Stuck                                                  | BMW 3.0 CSL                                                   | B.M.W. Alpina                                                 | T                                                             |
| 9°                                                               | 38                                                            | Beckers / Dubos                                               | Chevron B21 Ford                                              | Dinitrol Total                                                | S2.0                                                          |
| 10°                                                              | 40                                                            | Follmer / Jöst                                                | Porsche Carrera RSR                                           | Porsche Stuttgart                                             | GT                                                            |
| 11°                                                              | 53                                                            | Haldi / Chenevière                                            | Porsche Carrera RSR                                           | Porsche Club Romand                                           | GT                                                            |
| 12°                                                              | 42                                                            | Pilette / Bond                                                | Ferrari 365 GTB/4                                             | Ecurie Francorchamps                                          | GT                                                            |
| 13°                                                              | 21                                                            | Birchenhough / Kaye                                           | Lola T290 Ford                                                | Dorset Racing                                                 | S2.0                                                          |
| 14°                                                              | 46                                                            | Schickentanz / Fitzpatrick                                    | Porsche Carrera RSR                                           | Oldenkott Tobacco                                             | GT                                                            |
| 15°                                                              | 23                                                            | Hine / Howlings                                               | Chevron B23 Ford                                              | Ember Racing                                                  | S2.0                                                          |
| 16°                                                              | 65                                                            | Gaspar / Pinhol                                               | Lola T292 Ford                                                | Ecurie Bonnier Team BIP                                       | S2.0                                                          |
| 17°                                                              | 26                                                            | Heavens / LeGuellec                                           | Chevron B23 Ford                                              | Roger Heavens                                                 | S2.0                                                          |
| 18°                                                              | 63                                                            | Kautz / Christmann / Krebs                                    | Ford Capri RS                                                 |                                                               | T                                                             |
| 19°                                                              | 31                                                            | de Selincourt / Quick                                         | Chevron B21 Ford                                              | Ember Racing                                                  | S2.0                                                          |
| 20°                                                              | 62                                                            | Barrios / Uriarte                                             | Chevron B21/23 Ford                                           | Promoto                                                       | S2.0                                                          |
| 21°                                                              | 37                                                            | Goodwin / McDonough                                           | Dulon LD10 Ford                                               | Tony Goodwin                                                  | S2.0                                                          |
| 22°                                                              | 30                                                            | Harrower / Bell                                               | Chevron B23 Ford                                              | I. Harrower                                                   | S2.0                                                          |
| 23°                                                              | 52                                                            | Sindel / Siegle                                               | Porsche Carrera RS                                            | Rallye Ulm                                                    | GT                                                            |
| 24°                                                              | 3                                                             | Amon / Hill / Pescarolo                                       | Matra-Simca MS670B                                            | Matra                                                         | S3.0                                                          |
| 25°                                                              | 1                                                             | Ickx / Redman                                                 | Ferrari 312 PB                                                | S.E.F.A.C.                                                    | S3.0                                                          |
| 26°                                                              | 27                                                            | Smith / Welpton                                               | Chevron B23 Ford                                              | Peter Smith                                                   | S2.0                                                          |
| 27°                                                              | 47                                                            | Fitzpatrick / Keller                                          | Porsche Carrera RSR                                           | Auto Kremer                                                   | GT                                                            |
| Targa Florio 13/05/1973 Targa Florio                             |                                                               |                                                               |                                                               |                                                               |                                                               |
| Pos                                                              | N°                                                            | Piloto                                                        | Auto                                                          | Equipo                                                        | Clase                                                         |
| 1°                                                               | 8                                                             | Müller / van Lennep                                           | Porsche Carrera RSR                                           | Martini Racing                                                | S3.0                                                          |
| 2°                                                               | 4                                                             | Munari / Andruet                                              | Lancia Stratos                                                | Lancia Corse                                                  | S3.0                                                          |
| 3°                                                               | 9                                                             | Kinnunen / Haldi                                              | Porsche Carrera RSR                                           | Martini Racing                                                | S3.0                                                          |
| 4°                                                               | 14                                                            | Moreschi / "McBoden"                                          | Chevron B21 Ford                                              | Luigi Moreschi                                                | S2.0                                                          |
| 5°                                                               | 25                                                            | Moser / Nicodemi                                              | Lola T290 Abarth                                              | Antonio Nicodemi                                              | S2.0                                                          |
| 6°                                                               | 107T                                                          | Steckkönig / Pucci                                            | Porsche Carrera RSR                                           | Martini Racing                                                | S3.0                                                          |
| 7°                                                               | 106                                                           | Borri / Barone                                                | Porsche Carrera RSR                                           | Scuderia Brescia Corse                                        | GT+2.0                                                        |
| 8°                                                               | 113                                                           | Zbinden / Ilotte                                              | Porsche Carrera RSR                                           | Porsche Club Romand                                           | GT+2.0                                                        |
| 9°                                                               | 44                                                            | Nesti / Morelli                                               | Chevron B21 Ford                                              | Giovanni Morelli                                              | S1.6                                                          |
| 10°                                                              | 149                                                           | Zanetti / Galimberti                                          | Alfa Romeo Giulia GTAm                                        | Maurizio Zanetti                                              | GT1.6                                                         |
| 11°                                                              | 20                                                            | Floridia / Formento                                           | Chevron B21 Ford                                              | Scuderia Brescia Corse                                        | S2.0                                                          |
| 12°                                                              | 124                                                           | Capra / Lepri                                                 | Porsche 911 S                                                 | Girolama Capra                                                | GT2.0                                                         |
| 13°                                                              | 42                                                            | Monticone / Boeris                                            | Chevron B21 Ford                                              | Giovanni Boeris                                               | S1.6                                                          |
| 14°                                                              | 109                                                           | Fossati / Mola                                                | Porsche 911 S                                                 | Guido Fossati                                                 | GT+2.0                                                        |
| 15°                                                              | 65                                                            | Anastasio / Lo Voi                                            | AMS 273 Ford                                                  | Pasquale Anastasio                                            | S1.3                                                          |
| 16°                                                              | 21                                                            | Alberti / Bonetto                                             | Chevron B21 Ford                                              | Giovanni Alberti                                              | S2.0                                                          |
| 17°                                                              | 177                                                           | Rombolotti / Ricci                                            | Alpine A110 1300 Renault                                      | Giada Auto                                                    | GT1.3                                                         |
| 18°                                                              | 110                                                           | Hedges / Margulies                                            | Porsche Carrera RS                                            | Comstock                                                      | GT+2.0                                                        |
| 19°                                                              | 150                                                           | Bonfanti / Balocca                                            | Alfa Romeo Giulia GTA                                         | Citta dei Mille                                               | GT1.6                                                         |
| 20°                                                              | 167                                                           | Litrico / Ferragine                                           | Alfa Romeo Giulia GTA                                         | Scuderia Brescia Corse                                        | GT1.6                                                         |
| 21°                                                              | 127                                                           | Mannino / de Gregorio                                         | Porsche 914/6                                                 | Giuseppe de Gregorio                                          | GT2.0                                                         |
| 22°                                                              | 129                                                           | Bonaccorsi / Panto                                            | Opel GT                                                       | Etna                                                          | GT2.0                                                         |
| 23°                                                              | 24                                                            | Vassallo / Caci                                               | Abarth 2000 S                                                 | Scuderia Pegaso                                               | S2.0                                                          |
| 24°                                                              | 181                                                           | Marino / Sutera                                               | Lancia Fulvia HF                                              | Scuderia Pegaso                                               | GT1.3                                                         |
| 25°                                                              | 64                                                            | Riolo / Garofalo                                              | Gigi P2 Lancia                                                | Scuderia Pegaso                                               | S1.3                                                          |
| 26°                                                              | 15                                                            | Berruto / Terra                                               | Ferrari Dino 206 S                                            | Leandro Terra                                                 | S2.0                                                          |
| 27°                                                              | 85                                                            | Falorni / Maggiorelli                                         | Abarth 1000 SP                                                | Giovanni Maggiorelli                                          | S1.0                                                          |
| 28°                                                              | 148                                                           | Cuttitta / D'Alu                                              | Lancia Fulvia HF                                              | Vittoriano Cuttitta                                           | GT1.6                                                         |
| 29°                                                              | 12                                                            | Davidson / Wheeler                                            | Daren Mk.3 BRM                                                | Jack Wheeler                                                  | S2.0                                                          |
| 30°                                                              | 159                                                           | Rizzo / Balistreri                                            | Lancia Fulvia HF                                              | Ateneo                                                        | GT1.6                                                         |
| 31°                                                              | 162                                                           | Ramoino / D'Avico                                             | Alpine A110 1600 Renault                                      | Giada Auto                                                    | GT1.6                                                         |
| 32°                                                              | 41                                                            | Bottanelli / Bonacina                                         | Abarth 1600 Sport                                             | Bruno Bonacina                                                | S1.6                                                          |
| 33°                                                              | 178                                                           | Fasano / "Poker" / Varese                                     | Alpine A110 1300 Renault                                      | Domenico Cedrati                                              | GT1.3                                                         |
| 34°                                                              | 49                                                            | Crosina / Pogliano                                            | Lola T290 Abarth                                              | Marco Crosina                                                 | S1.6                                                          |
| 35°                                                              | 191                                                           | "Shangri-La" / Federico                                       | BMW 3.0 CSL                                                   | Scuderia Brescia Corse                                        | T+2.0                                                         |
| 36°                                                              | 123                                                           | Nieri / Fabri                                                 | Porsche 914/6                                                 | Carlo Fabri                                                   | GT2.0                                                         |
| 37°                                                              | 70                                                            | Barba / de Luca                                               | Giliberti A112                                                | Sant Paul                                                     | S1.3                                                          |
| 38°                                                              | 47                                                            | Veninata / Lo Jacono                                          | AMS 273 Ford                                                  | Sant Paul                                                     | S1.6                                                          |
| 39°                                                              | 184                                                           | Vacca / Deiana                                                | Alpine A110 1300 Renault                                      | Giada Auto                                                    | GT1.3                                                         |
| 40°                                                              | 84                                                            | Sebastiani / Palangio                                         | AMS SP Ford                                                   | Stefano Sebastiani                                            | S1.0                                                          |
| 41°                                                              | 130                                                           | Barbanti / Musumeci                                           | Alfa Romeo Duetto                                             | Etna                                                          | GT2.0                                                         |
| 42°                                                              | 198                                                           | Bettoja / de Gregorio                                         | BMW 2002 Tii                                                  | Integrate                                                     | T2.0                                                          |
| 43°                                                              | 62                                                            | Calascibetta / Merendino                                      | CR-CDS 134B                                                   | Krista Buchwald                                               | S1.3                                                          |
| 44°                                                              | 155                                                           | Mantia / Gagliano                                             | Alfa Romeo Giulia GTA                                         | Scuderia Pegaso                                               | GT1.6                                                         |
| 45°                                                              | 180                                                           | Rosolia / Adamo                                               | Lancia Fulvia HF                                              | Ateneo                                                        | GT1.3                                                         |
| 46°                                                              | 147                                                           | Goellnicht / Girdler                                          | Lotus Europa                                                  | Anatoly Arutunoff                                             | GT1.6                                                         |
| 47°                                                              | 22                                                            | Tondelli / Virgilio                                           | Chevron B21 Ford                                              | Eris Tondelli                                                 | S2.0                                                          |
| 48°                                                              | 16                                                            | "Pooky" / Pasolini                                            | Lola T290 Ford                                                | Scuderia Brescia Corse                                        | S2.0                                                          |
| 49°                                                              | 126                                                           | Maione / Vigneri                                              | Porsche 911 S                                                 | Scuderia Pegaso                                               | GT2.0                                                         |
| 50°                                                              | 19                                                            | Pianta / Pica                                                 | Momo-Conrero Opel                                             | Virgilio Conrero                                              | S2.0                                                          |
| 51°                                                              | 115                                                           | Pietromarchi / Micangeli                                      | De Tomaso Pantera                                             | Carlo Pietromarchi                                            | GT+2.0                                                        |
| 52°                                                              | 6                                                             | Stommelen / de Adamich                                        | Alfa Romeo T33/TT/12                                          | Autodelta SpA                                                 | S3.0                                                          |
| 53°                                                              | 11                                                            | Gargano / Fasano                                              | Abarth 2000 S                                                 | Giovanni Fasano                                               | S2.0                                                          |
| 54°                                                              | 131                                                           | Runfola / Benvenuti                                           | Porsche 911 T                                                 | Vittorio Benvenuti                                            | GT2.0                                                         |
| 55°                                                              | 45                                                            | Polin / Rogliatti                                             | Lola T290 Ford                                                | Maurizio Polin                                                | S1.6                                                          |
| 56°                                                              | 157                                                           | Restivo / Jemma                                               | Alfa Romeo Giulia GTA                                         | Scuderia Pegaso                                               | GT1.6                                                         |
| 57°                                                              | 182                                                           | Locatelli / Martino                                           | Lancia Fulvia Sport                                           | Giovanni Martino                                              | GT1.3                                                         |
| 58°                                                              | 82                                                            | Verrocchio / de Antoni                                        | AMS 273 Ford                                                  | Scuderia Brescia Corse                                        | S1.0                                                          |
| 59°                                                              | 186                                                           | Marchiolo / Spatafora                                         | Alpine A110 1300 Renault                                      | Scuderia Pegaso                                               | GT1.3                                                         |
| 60°                                                              | 83                                                            | Dona / Govoni                                                 | AMS 273 Ford                                                  | Alberto Dona                                                  | S1.0                                                          |
| 61°                                                              | 179                                                           | Monti / Caliceti                                              | Alpine A110 1300 Renault                                      | Giada Auto                                                    | GT1.3                                                         |
| 62°                                                              | 3                                                             | Merzario / Vaccarella                                         | Ferrari 312 PB                                                | Spa Ferrari SEFAC                                             | S3.0                                                          |
| 63°                                                              | 5                                                             | Ickx / Redman                                                 | Ferrari 312 PB                                                | Spa Ferrari SEFAC                                             | S3.0                                                          |
| 64°                                                              | 121                                                           | Ricci / Coco                                                  | Opel GT                                                       | Ricciardo Ricci                                               | GT2.0                                                         |
| 65°                                                              | 43                                                            | Cocchetti / Vimercati                                         | AMS 273 Alfa Romeo                                            | Scuderia Brescia Corse                                        | S1.6                                                          |
| 66°                                                              | 69                                                            | Manzo / Nicolosi                                              | AMS 273 Ford                                                  | Mille Miglia                                                  | S1.0                                                          |
| 67°                                                              | 112                                                           | Quist / Zink                                                  | Porsche Carrera RSR                                           | Max Moritz Racing Team                                        | GT+2.0                                                        |
| 68°                                                              | 125                                                           | Paleari / Schön                                               | Alpine A110 Renault                                           | Giada Auto                                                    | GT2.0                                                         |
| 69°                                                              | 158                                                           | de Luca / La Mantia                                           | Alfa Romeo Giulia GTA                                         | Scuderia Pegaso                                               | GT1.6                                                         |
| 70°                                                              | 86                                                            | "Bramen" / "Jokrysa"                                          | AMS 273 Ford                                                  | Scuderia Brescia Corse                                        | S1.0                                                          |
| 71°                                                              | 18                                                            | "Amphicar" / Mirto Randazzo                                   | Chevron B23 Ford                                              | Scuderia Pegaso                                               | S2.0                                                          |
| 72°                                                              | 183                                                           | Chiaramonte / Carducci                                        | Alpine A110 1300 Renault                                      | Scuderia Pegaso                                               | GT1.3                                                         |
| 73°                                                              | 63                                                            | di Cristofaro / Lo Piccolo                                    | AMS 273 Alfa Romeo                                            | Scuderia Brescia Corse                                        | S1.3                                                          |
| 74°                                                              | 111                                                           | Radicella / Micangeli                                         | Porsche 911 S                                                 | Mario Radicella                                               | GT+2.0                                                        |
| 75°                                                              | 114                                                           | Patania / "Carab"                                             | Porsche 911 S                                                 | Salvatore Patamia                                             | GT+2.0                                                        |
| 76°                                                              | 66                                                            | Larini / Bizzarrini                                           | Bizzarrini - Fiat                                             | Giotto Bizzarrini                                             | S1.3                                                          |
| 1000 Kilómetros de Nürburgring 27/05/1973 Nürburgring            |                                                               |                                                               |                                                               |                                                               |                                                               |
| Pos                                                              | N°                                                            | Piloto                                                        | Auto                                                          | Equipo                                                        | Clase                                                         |
| 1°                                                               | 1                                                             | Ickx / Redman                                                 | Ferrari 312 PB                                                | Spa Ferrari SEFAC                                             | S3.0                                                          |
| 2°                                                               | 2                                                             | Pace / Merzario                                               | Ferrari 312 PB                                                | Spa Ferrari SEFAC                                             | S3.0                                                          |
| 3°                                                               | 19                                                            | Burton / Bridges                                              | Chevron B23 Ford                                              | Red Rose Racing                                               | S2.0                                                          |
| 4°                                                               | 3                                                             | Haldi / Chenevière                                            | Porsche 908/03                                                | Porsche Club Romand                                           | S3.0                                                          |
| 5°                                                               | 6                                                             | van Lennep / Müller                                           | Porsche Carrera RSR                                           | Martini Racing/Porsche AG                                     | S3.0                                                          |
| 6°                                                               | 76                                                            | Fitzpatrick / Birrell                                         | Ford Capri RS                                                 | Ford                                                          | T3.0                                                          |
| 7°                                                               | 37                                                            | Smith / Welpton                                               | Chevron B21 Ford                                              | Peter Smith                                                   | S2.0                                                          |
| 8°                                                               | 38                                                            | Frey / Ettmüller                                              | Chevron B19/23 Ford                                           | Squadra Tartaruga                                             | S2.0                                                          |
| 9°                                                               | 69                                                            | Quester / Hezemans                                            | BMW 3.0 CSL                                                   | BMW Motorsport GmbH                                           | T+3.0                                                         |
| 10°                                                              | 32                                                            | Raymond / Humble                                              | Chevron B21/23 Ford                                           | Martin Raymond                                                | S2.0                                                          |
| 11°                                                              | 55                                                            | Keller / Neuhaus / Schickentanz                               | Porsche Carrera RSR                                           | Porsche Kremer Racing Team                                    | GT+1.6                                                        |
| 12°                                                              | 54                                                            | Schickentanz / Keller / Steckkönig                            | Porsche Carrera RSR                                           | Oldenkott Tobacco and Pipes Racing                            | GT+1.6                                                        |
| 13°                                                              | 59                                                            | Loos / Barth                                                  | Porsche Carrera RSR                                           | Gelo Racing Team                                              | GT+1.6                                                        |
| 14°                                                              | 49                                                            | Fischhaber / von Bayern                                       | Porsche Carrera RSR                                           | Toni Fischhaber                                               | GT+1.6                                                        |
| 15°                                                              | 50                                                            | Ekberg / Larsson / Simonsen                                   | Porsche Carrera RSR                                           | Team Kubero Racing                                            | GT+1.6                                                        |
| 16°                                                              | 52                                                            | Sindel / Siegle                                               | Porsche Carrera RSR                                           | Team Europa-Möbel                                             | GT+1.6                                                        |
| 17°                                                              | 85                                                            | Pilette / Kelleners                                           | BMW 2002 Tii                                                  | Koepchen Tuning                                               | T2.0                                                          |
| 18°                                                              | 24                                                            | Becker / Clever                                               | Porsche 910                                                   | Bernd Becker                                                  | S2.0                                                          |
| 19°                                                              | 51                                                            | Wagner / Babendererde                                         | Porsche 911 S                                                 | Lothar Wagner                                                 | GT+1.6                                                        |
| 20°                                                              | 82                                                            | Hirth / Mohrs                                                 | BMW 2002 Tii                                                  | Koepchen Tuning                                               | T2.0                                                          |
| 21°                                                              | 78                                                            | Pinske / Ludwig                                               | Ford Capri RS                                                 | Team General Anzeiger                                         | T3.0                                                          |
| 22°                                                              | 27                                                            | Wijk / Brorsson                                               | Astra RNR1 Ford                                               | Viktor                                                        | S2.0                                                          |
| 23°                                                              | 41                                                            | Joscelyne / Kaye / Birchenhough                               | Lola T290 Ford                                                | Dorset Racing Associates                                      | S2.0                                                          |
| 24°                                                              | 31                                                            | Juncadella / Hailwood                                         | Chevron B23 Ford                                              | HIRE Racing                                                   | S2.0                                                          |
| 25°                                                              | 34                                                            | Heavens / LeGuellec                                           | Chevron B23 Ford                                              | Roger Heavens Racing                                          | S2.0                                                          |
| 26°                                                              | 33                                                            | McInerney / Twaites                                           | Chevron B23 Ford                                              | Intertech                                                     | S2.0                                                          |
| 27°                                                              | 21                                                            | Dupont / Blancpain                                            | Chevron B23 Ford                                              | Michel Dupont                                                 | S2.0                                                          |
| 28°                                                              | 71                                                            | Joisten / Rösser                                              | BMW 3.0 CSL                                                   | BMW Alpina                                                    | T+3.0                                                         |
| 29°                                                              | 48                                                            | Zbinden / Bolomey / Fritzinger                                | Porsche Carrera RSR                                           | Porsche Club Romand                                           | GT+1.6                                                        |
| 30°                                                              | 30                                                            | Quick / de Selincourt                                         | Chevron B21 Ford                                              | Ember Racing                                                  | S2.0                                                          |
| 31°                                                              | 39                                                            | Harrower / Bell                                               | Chevron B23 Ford                                              | Ian Harrower                                                  | S2.0                                                          |
| 32°                                                              | 60                                                            | Bolanos / Nicastro                                            | Porsche Carrera RSR                                           | Juan C. Bolanos                                               | GT+1.6                                                        |
| 33°                                                              | 64                                                            | Gleich / Weizinger                                            | Alfa Romeo Montreal                                           | Alfa-Romeo Deutschland                                        | GT+1.6                                                        |
| 34°                                                              | 81                                                            | Theissen / Prüser                                             | BMW 2002                                                      | Rheydter Club                                                 | T2.0                                                          |
| 35°                                                              | 72                                                            | Eberhardt / Auer                                              | Chevrolet Camaro                                              | Robert Eberhardt                                              | T+3.0                                                         |
| 36°                                                              | 62                                                            | Klauke / Rieder                                               | Porsche 911 S                                                 | Team Europa-Möbel                                             | GT+1.6                                                        |
| 37°                                                              | 84                                                            | Koch / Görke                                                  | BMW 2002 Ti                                                   | Hans-Lothar Koch                                              | T2.0                                                          |
| 38°                                                              | 29                                                            | Hine / Hanson                                                 | Chevron B23 Ford                                              | Ember Racing                                                  | S2.0                                                          |
| 39°                                                              | 75                                                            | Glemser / Mass                                                | Ford Capri RS                                                 | Ford                                                          | T3.0                                                          |
| 40°                                                              | 28                                                            | Mohr / Finotto / Basche                                       | AMS 273 Ford                                                  | Jolly Club                                                    | S2.0                                                          |
| 41°                                                              | 4                                                             | Cevert / Beltoise                                             | Matra-Simca MS670B                                            | Equipe Matra-Simca                                            | S3.0                                                          |
| 42°                                                              | 8                                                             | Stommelen / de Adamich                                        | Alfa Romeo T33/TT/12                                          | Autodelta SpA                                                 | S3.0                                                          |
| 43°                                                              | 12                                                            | Pianta / Casoni                                               | Lola T280 Ford                                                | Jolly Club                                                    | S3.0                                                          |
| 44°                                                              | 66                                                            | Follmer / Kauhsen                                             | Porsche Carrera RSR                                           | Martini Racing/Porsche AG                                     | GT+1.6                                                        |
| 45°                                                              | 68                                                            | Stuck / Amon                                                  | BMW 3.0 CSL                                                   | BMW Motorsport GmbH                                           | T+3.0                                                         |
| 46°                                                              | 18                                                            | Goodwin / Johnson / McDonough                                 | Dulon LD10 Ford                                               | Tony Goodwin                                                  | S2.0                                                          |
| 47°                                                              | 9                                                             | Regazzoni / Facetti                                           | Alfa Romeo T33/TT/12                                          | Autodelta SpA                                                 | S3.0                                                          |
| 48°                                                              | 5                                                             | Pescarolo / Larrousse                                         | Matra-Simca MS670B                                            | Equipe Matra-Simca                                            | S3.0                                                          |
| 49°                                                              | 17                                                            | Wheeler / Davidson                                            | Daren Mk.3 BRM                                                | Jack Wheeler                                                  | S2.0                                                          |
| 24 Horas de Le Mans 10/06/1973 Circuito de la Sarthe             |                                                               |                                                               |                                                               |                                                               |                                                               |
| Pos                                                              | N°                                                            | Piloto                                                        | Auto                                                          | Equipo                                                        | Clase                                                         |
| 1°                                                               | 11                                                            | Pescarolo / Larrousse                                         | Matra-Simca MS670B                                            | Matra-Simca Shell                                             | S3.0                                                          |
| 2°                                                               | 16                                                            | Merzario / Pace                                               | Ferrari 312 PB                                                | Ferrari SEFAC SpA                                             | S3.0                                                          |
| 3°                                                               | 12                                                            | Jabouille / Jaussaud                                          | Matra-Simca MS670B                                            | Matra-Simca Shell                                             | S3.0                                                          |
| 4°                                                               | 46                                                            | van Lennep / Müller                                           | Porsche Carrera RSR                                           | Martini Racing Team                                           | S3.0                                                          |
| 5°                                                               | 3                                                             | Fernández / Chenevière / Torredemer                           | Porsche 908/03                                                | Escudería Monjuich - Tergal                                   | S3.0                                                          |
| 6°                                                               | 39                                                            | Ballot-Léna / Elford                                          | Ferrari 365 GTB/4                                             | Automobiles Charles Pozzi                                     | GT5.0                                                         |
| 7°                                                               | 4                                                             | Ortega / Merello                                              | Porsche 908/02 Flunder                                        | Guillermo Ortega - Ecuador Marlboro                           | S3.0                                                          |
| 8°                                                               | 45                                                            | Keller / Kremer / Schickentanz                                | Porsche Carrera RSR                                           | Porsche Kremer Racing Team                                    | GT3.0                                                         |
| 9°                                                               | 40                                                            | Serpaggi / Dolhem                                             | Ferrari 365 GTB/4                                             | Automobiles Charles Pozzi                                     | GT5.0                                                         |
| 10°                                                              | 63                                                            | Loos / Barth                                                  | Porsche Carrera RSR                                           | Gelo Racing Team                                              | GT3.0                                                         |
| 11°                                                              | 51                                                            | Quester / Hezemans                                            | BMW 3.0 CSL                                                   | BMW Motorsport                                                | T5.0                                                          |
| 12°                                                              | 30                                                            | Greder / "Beaumont"                                           | Chevrolet Corvette                                            | Greder Racing Team                                            | GT+5.0                                                        |
| 13°                                                              | 38                                                            | Migault / Chinetti, Jr.                                       | Ferrari 365 GTB/4                                             | North American Racing Team                                    | GT5.0                                                         |
| 14°                                                              | 48                                                            | Gregg / Chasseuil                                             | Porsche Carrera RSR                                           | Porsche Sonauto BP Racing                                     | GT3.0                                                         |
| 15°                                                              | 60                                                            | Facetti / "PAM" / Zeccoli                                     | Alfa Romeo T33/TT/3                                           | Escudería Brescia Corse                                       | S3.0                                                          |
| 16°                                                              | 41                                                            | Selz / Vetsch                                                 | Porsche Carrera RSR                                           | Schiller Racing Team                                          | GT3.0                                                         |
| 17°                                                              | 42                                                            | Mauroy / Mignot                                               | Porsche Carrera RSR                                           | René Mazzia                                                   | GT3.0                                                         |
| 18°                                                              | 69                                                            | Aubriet / "Depnic"                                            | Chevrolet Corvette                                            | Ecurie Léopard                                                | GT+5.0                                                        |
| 19°                                                              | 18                                                            | Delalande / Laurent / Marché                                  | Ligier JS2 Maserati                                           | Claude Laurent                                                | S3.0                                                          |
| 20°                                                              | 34                                                            | Andruet / Bond                                                | Ferrari 365 GTB/4                                             | Ecurie Francorchamps                                          | GT5.0                                                         |
| 21°                                                              | 52                                                            | Wicky / Cohen-Olivar / Carron                                 | Porsche 908/02 Flunder                                        | André Wicky Racing Team                                       | S3.0                                                          |
| 22°                                                              | 15                                                            | Ickx / Redman                                                 | Ferrari 312 PB                                                | Ferrari SEFAC SpA                                             | S3.0                                                          |
| 23°                                                              | 6                                                             | Minter / Posey                                                | Ferrari 365 GTB/4                                             | North American Racing Team                                    | GT5.0                                                         |
| 24°                                                              | 55                                                            | Glemser / Fitzpatrick / Heyer                                 | Ford Capri LV                                                 | Ford Motorenwerke                                             | T3.0                                                          |
| 25°                                                              | 25                                                            | Blancpain / Dupont                                            | Chevron B23 Ford                                              | Michel Dupont                                                 | S2.0                                                          |
| 26°                                                              | 33                                                            | Corner / Green                                                | Ferrari 365 GTB/4                                             | J.-C. Bamford Excavators Ltd.                                 | GT5.0                                                         |
| 27°                                                              | 37                                                            | Di Palma / Garcia-Veiga                                       | Ferrari 365 GTB/4                                             | North American Racing Team                                    | GT5.0                                                         |
| 28°                                                              | 36                                                            | Guitteny / Grossman                                           | Ferrari 365 GTB/4                                             | North American Racing Team                                    | GT5.0                                                         |
| 29°                                                              | 19                                                            | Paoli / Couderc                                               | Ligier JS2 Maserati                                           | Automobiles Ligier                                            | S3.0                                                          |
| 30°                                                              | 56                                                            | Guérie / Grandet                                              | Ferrari 365 GTB/4                                             | Shark Team                                                    | GT5.0                                                         |
| 31°                                                              | 7                                                             | Lafosse / Wisell / de Fierlant                                | Lola T282 Ford                                                | Equipe Gitanes Cigaret./France                                | S3.0                                                          |
| 32°                                                              | 8                                                             | Bell / Ganley                                                 | Mirage M6 Ford                                                | Gulf Research Racing                                          | S3.0                                                          |
| 33°                                                              | 17                                                            | Schenken / Reutemann                                          | Ferrari 312 PB                                                | Ferrari SEFAC SpA                                             | S3.0                                                          |
| 34°                                                              | 50                                                            | Amon / Stuck                                                  | BMW 3.0 CSL                                                   | BMW Motorsport                                                | T5.0                                                          |
| 35°                                                              | 10                                                            | Cevert / Beltoise                                             | Matra-Simca MS670B                                            | Matra-Simca Shell                                             | S3.0                                                          |
| 36°                                                              | 53                                                            | Koinigg / Vinatier / Birrell                                  | Ford Capri LV                                                 | Ford Motorenwerke                                             | T3.0                                                          |
| 37°                                                              | 22                                                            | Touroul / Rouget                                              | Porsche 910                                                   | Raymond Touroul                                               | S2.0                                                          |
| 38°                                                              | 49                                                            | Égreteaud / Lagniez                                           | Porsche Carrera RSR                                           | Jean Egreteaud                                                | GT3.0                                                         |
| 39°                                                              | 9                                                             | Hailwood / Watson / Schuppan                                  | Mirage M6 Ford                                                | Gulf Research Racing                                          | S3.0                                                          |
| 40°                                                              | 44                                                            | Piot / Zbinden                                                | Porsche Carrera RSR                                           | Porsche Club Romand                                           | GT3.0                                                         |
| 41°                                                              | 43                                                            | Zink / Quist / Laub                                           | Porsche Carrera RSR                                           | Max Moritz Racing Team                                        | GT3.0                                                         |
| 42°                                                              | 78                                                            | Bayard / Ligonnet                                             | Porsche Carrera RSR                                           | Jean Sage                                                     | GT3.0                                                         |
| 43°                                                              | 21                                                            | Maublanc / Mieusset                                           | Chevron B23 BMW                                               | Maublanc Racing Service                                       | S2.0                                                          |
| 44°                                                              | 14                                                            | Depailler / Wollek                                            | Matra-Simca MS670B                                            | Matra-Simca Shell                                             | S3.0                                                          |
| 45°                                                              | 5                                                             | De Cadenet / Craft                                            | Duckhams LM Ford                                              | Duckhams Oil                                                  | S3.0                                                          |
| 46°                                                              | 26                                                            | Ikuzawa / Fushida / Dal Bo                                    | Sigma MC73 Mazda                                              | Sigma Automotives                                             | S2.5                                                          |
| 47°                                                              | 47                                                            | Jöst / Haldi                                                  | Porsche Carrera RSR                                           | Martini Racing Team                                           | S3.0                                                          |
| 48°                                                              | 28                                                            | Henry / Stalder / Grobot                                      | Lola T290 Ford                                                | Jacques Henry                                                 | S2.0                                                          |
| 49°                                                              | 27                                                            | Juncadella / de Bagration                                     | Chevron B23 Ford                                              | Escudería Montjuich                                           | S2.0                                                          |
| 50°                                                              | 61                                                            | Rouveyran / Mons / Ethuin                                     | Lola T280 Ford                                                | Daniel Rouveyran                                              | S3.0                                                          |
| 51°                                                              | 29                                                            | Greenwood / Johnson                                           | Chevrolet Corvette                                            | John Greenwood                                                | GT+5.0                                                        |
| 1000 Kilómetros de Austria 24/06/1973 Osterreichring             |                                                               |                                                               |                                                               |                                                               |                                                               |
| Pos                                                              | N°                                                            | Piloto                                                        | Auto                                                          | Equipo                                                        | Clase                                                         |
| 1°                                                               | 11                                                            | Pescarolo / Larrousse                                         | Matra-Simca MS670B                                            | Equipe Matra-Simca                                            | S3.0                                                          |
| 2°                                                               | 10                                                            | Beltoise / Cevert                                             | Matra-Simca MS670B                                            | Equipe Matra-Simca                                            | S3.0                                                          |
| 3°                                                               | 1                                                             | Ickx / Redman                                                 | Ferrari 312 PB                                                | Ferrari S.p.A .                                               | S3.0                                                          |
| 4°                                                               | 6                                                             | Hailwood / Watson                                             | Mirage M6 Ford                                                | Gulf Research Racing Company                                  | S3.0                                                          |
| 5°                                                               | 5                                                             | Bell / Ganley                                                 | Mirage M6 Ford                                                | Gulf Research Racing Company                                  | S3.0                                                          |
| 6°                                                               | 2                                                             | Pace / Merzario                                               | Ferrari 312 PB                                                | Ferrari S.p.A .                                               | S3.0                                                          |
| 7°                                                               | 3                                                             | "PAM" / Facetti                                               | Alfa Romeo T33/TT/3                                           | Scuderia Brescia Corse                                        | S3.0                                                          |
| 8°                                                               | 7                                                             | van Lennep / Müller                                           | Porsche Carrera RSR                                           | Martini Racing Porsche AG                                     | S3.0                                                          |
| 9°                                                               | 8                                                             | Koinigg / Schurti                                             | Porsche Carrera RSR                                           | Martini Racing Porsche AG                                     | S3.0                                                          |
| 10°                                                              | 15                                                            | Dupont / Blancpain                                            | Chevron B23 Ford                                              | Michel Dupont                                                 | S2.0                                                          |
| 11°                                                              | 22                                                            | Welpton / Humble                                              | Chevron B21/23 Ford                                           | Peter Smith                                                   | S2.0                                                          |
| 12°                                                              | 4                                                             | Stommelen / Regazzoni                                         | Alfa Romeo T33/TT/12                                          | Autodelta S.p.A .                                             | S3.0                                                          |
| 13°                                                              | 14                                                            | Greger / Hild                                                 | KMW SP30 Porsche                                              | Vereinigung Süddeutscher Automobilsportler e. V.              | S3.0                                                          |
| 14°                                                              | 24                                                            | Bell / LeGuellec                                              | Chevron B23 Ford                                              | Roger Heavens                                                 | S2.0                                                          |
| 15°                                                              | 17                                                            | de Bagration / Juncadella                                     | Chevron B21/23 Ford                                           | Escudería Montjuich Tergal                                    | S2.0                                                          |
| 16°                                                              | 25                                                            | Baumhardt / Scott                                             | Royale RB17 Ford                                              | Hans Baumhardt                                                | S2.0                                                          |
| 17°                                                              | 30                                                            | Moser / Schön                                                 | Lola T290 Ford                                                | Silvio Moser Racing-Team                                      | S2.0                                                          |
| 18°                                                              | 26                                                            | McDonough / Blanckley                                         | Scorpion JB4 Ford                                             | Promoto Racing Services                                       | S2.0                                                          |
| 6 Horas de Watkins Glen 21/07/1973 Watkins Glen International    |                                                               |                                                               |                                                               |                                                               |                                                               |
| Pos                                                              | N°                                                            | Piloto                                                        | Auto                                                          | Equipo                                                        | Clase                                                         |
| 1°                                                               | 33                                                            | Larrousse / Pescarolo                                         | Matra-Simca MS670B                                            | Equipe Matra                                                  | S3.0                                                          |
| 2°                                                               | 10                                                            | Ickx / Redman                                                 | Ferrari 312 PB                                                | Ferrari SEFAC SPA                                             | S3.0                                                          |
| 3°                                                               | 11                                                            | Merzario / Pace                                               | Ferrari 312 PB                                                | Ferrari SEFAC SPA                                             | S3.0                                                          |
| 4°                                                               | 1                                                             | Bell / Ganley                                                 | Mirage M6 Ford                                                | Gulf Research Racing Co.                                      | S3.0                                                          |
| 5°                                                               | 2                                                             | Hailwood / Watson                                             | Mirage M6 Ford                                                | Gulf Research Racing Co.                                      | S3.0                                                          |
| 6°                                                               | 6                                                             | Donohue / Follmer                                             | Porsche Carrera RSR                                           | Roger Penske Enterprises                                      | S3.0                                                          |
| 7°                                                               | 59                                                            | Gregg / Haywood                                               | Porsche Carrera RSR                                           | Brumos Porsche-Audi Corp.                                     | S3.0                                                          |
| 8°                                                               | 16                                                            | Keyser / Minter                                               | Porsche Carrera RSR                                           | Toad Hall Motor Racing                                        | GT                                                            |
| 9°                                                               | 48                                                            | Greenwood / Rutherford                                        | Chevrolet Corvette                                            | John Greenwood Racing                                         | GT                                                            |
| 10°                                                              | 88                                                            | Carter / DeLorenzo                                            | Chevrolet Camaro                                              | Carter Racing Services                                        | T                                                             |
| 11°                                                              | 81                                                            | Egerton / Forbes-Robinson                                     | Porsche Carrera RSR                                           | Pharr West Racing                                             | GT                                                            |
| 12°                                                              | 43                                                            | Helmick / O'Steen                                             | Porsche Carrera RS                                            | Ecurie Escargot                                               | GT                                                            |
| 13°                                                              | 23                                                            | Monguzzi / Garcia-Veiga                                       | Ferrari 365 GTB/4                                             | Diagnosis and Service Racing                                  | GT                                                            |
| 14°                                                              | 8                                                             | Posey / Migault                                               | Ferrari 365 GTB/4                                             | North American Racing Team                                    | GT                                                            |
| 15°                                                              | 9                                                             | Grossman / Yenko                                              | Ferrari 365 GTB/4                                             | Robert Grossman                                               | GT                                                            |
| 16°                                                              | 73                                                            | Kuehne / Pechmann                                             | March 73S BMW                                                 | STP March Racing Team                                         | S2.0                                                          |
| 17°                                                              | 64                                                            | Baechle / Stahlberg                                           | Chevrolet Corvette                                            | Weaver Chevrolet                                              | GT                                                            |
| 18°                                                              | 12                                                            | Schenken / Reutemann                                          | Ferrari 312 PB                                                | Ferrari SEFAC SPA                                             | S3.0                                                          |
| 19°                                                              | 32                                                            | Beltoise / Cevert                                             | Matra-Simca MS670B                                            | Equipe Matra                                                  | S3.0                                                          |
| 20°                                                              | 14                                                            | Holbert / McComb                                              | Porsche Carrera RSR                                           | Holbert's Porsche-Audi                                        | GT                                                            |
| 21°                                                              | 0                                                             | Agor / Nichter                                                | Chevrolet Camaro                                              | Warren Agor Racing Enterprises, Inc.                          | T                                                             |
| 22°                                                              | 91                                                            | Fisher / Buffum                                               | Chevron B23 Ford                                              | Professional Racing Associates                                | S2.0                                                          |
| 23°                                                              | 70                                                            | Minter / Harmon                                               | Porsche Carrera RSR                                           | Bob Harmon Racing                                             | GT                                                            |
| 24°                                                              | 3                                                             | Theodoracopulos / Kwech                                       | Ford Capri RS 2600                                            | Ausca, Inc.                                                   | S3.0                                                          |
| 25°                                                              | 94                                                            | Pickett / Bean                                                | Chevrolet Corvette                                            | Leidon Blackwell Racing                                       | GT                                                            |
| 26°                                                              | 26                                                            | Kepler / Sharp                                                | Chevrolet Corvette                                            | Fred Kepler Enterprises                                       | GT                                                            |
| 27°                                                              | 36                                                            | Miller / Miller                                               | Chevrolet Camaro                                              | Miller Brothers Racing Enterprises                            | T                                                             |
| 28°                                                              | 41                                                            | Harris / Choiniere                                            | Chevrolet Corvette                                            | Rodney Harris                                                 | GT                                                            |
| 29°                                                              | 65                                                            | Loomis / Harrison                                             | Porsche Carrera RS                                            | Gregg Loomis                                                  | GT                                                            |
| 30°                                                              | 25                                                            | Everett / Zeccoli                                             | Alfa Romeo Montreal                                           | Bobcor Performance Racing Corp.                               | GT                                                            |

## Posiciones finales
| CONSTRUCTORES    | CONSTRUCTORES | CONSTRUCTORES |
| Pos              | Equipo        | Puntos        |
| ---------------- | ------------- | ------------- |
| 1°               | Matra         | 124           |
| 2°               | Ferrari       | 115           |
| 3°               | Porsche       | 82            |
| 4°               | Mirage        | 48            |
| 5°               | Lola          | 36            |
| 6°               | Chevron       | 30            |
| 7°               | Alfa Romeo    | 17            |
| 8°               | Lancia        | 15            |
| 9°               | Chevrolet     | 14            |
| 10°              | Ligier        | 3             |
| CONSTRUCTORES GT |               |               |
| Pos              | Equipo        | Puntos        |
| 1°               | Porsche       | 140           |
| 2°               | Ferrari       | 40            |
| 3°               | Chevrolet     | 38            |
| 4°               | Alfa Romeo    | 10            |

| Predecesor: WSC 1972 | Campeonato Mundial de Resistencia 1973 | Sucesor: WSC 1974 |

- Datos: Q2741875